# Tesiny
Tesiny – osada w Polsce położona w województwie wielkopolskim, w powiecie śremskim, w gminie Śrem. W latach 1975–1998 miejscowość administracyjnie należała do województwa poznańskiego.
Osada przez wieki należała do majątków klucza mechlińskiego. Zabytkiem znajdującym się w gminnej ewidencji zabytków jest zespół folwarczny z końca XIX wieku. We wsi znajduje się kapliczka Matki Boskiej z II wojny światowej.